# Valérie Grand'Maison
Valérie Grand'Maison (nacida el 12 de octubre de 1988) es una ex nadadora y campeona paralímpica canadiense. Durante dos Juegos Paralímpicos de Verano ganó un total de seis medallas que establecieron múltiples récords mundiales en natación paralímpica.

## Biografía
Grand'Maison comenzó a nadar a la edad de siete años y competitivamente a los nueve años con el club de natación CAMO de Montreal. A los 12 años desarrolló una condición que degrada la visión llamada degeneración macular. A los 15 años, ya había perdido la mayor parte de la visión en ambos ojos. Pierre Lamy, su entrenador de natación en ese momento, le sugirió que se clasificara como atleta discapacitada.

## Carrera
En los Juegos de Canadá 2005 en Regina, calificó para formar parte del equipo canadiense de natación para discapacitados. Luego participó en los Juegos de la Mancomunidad celebrados en Melbourne, Australia. En 2006, en el Campeonato Nacional Paralímpico de Natación en Sudáfrica, ganó siete medallas, cinco de ellas de oro. También estableció un nuevo récord para los 100 m estilo libre. En los Juegos Paralímpicos de Verano de 2008, ganó seis medallas, tres de ellas de oro. La primera fue en 100 m estilo mariposa, otra en 100 m estilo libre y la última en los 400 metros. Además, rompió dos récords mundiales.
En 2010, una lesión en el hombro derecho suspendió su carrera. Cambió su horario de natación para recuperarse de la lesión. Fue miembro de Universidad McGill Marlets y se formó bajo la guía del entrenador Peter Carpenter. 
En 2011, en el Campeonato Pan-Pacífico en Edmonton, participó en el evento de 200 m y ganó la medalla de oro. También agregó tres medallas de plata y una de bronce a su colección. Finalizó segunda en los 50 m estilo libre, 200 m estilo libre y 100 m pecho. Además, ganó el tercer lugar en los 100 m estilo mariposa y el quinto en 100 m estilo libre.
En los Juegos Paralímpicos de Verano de 2012 participó en los eventos de estilo libre de 50 m y 100 m, 100 m pecho e individual de 200 m. Ganó medallas de plata en estilo libre de 50 m y 100 m (S13) y una medalla de oro en 200 m Medley, estableciendo un récord mundial.
Su  última competencia internacional fue el Campeonato Mundial de Natación IPC 2013 celebrado en su ciudad natal de Montreal, Canadá.

## Historial de rendimiento
Grand'Maison ha competido en una serie de eventos en todo el mundo, incluidos campeonatos mundiales y juegos paralímpicos. Ha obtenido múltiples récords mundiales S13. 
| Evento              | Tiempo   | Competencia                         | País            |
| ------------------- | -------- | ----------------------------------- | --------------- |
| 50 m estilo libre   | 27,88    | Juegos Paralímpicos de Pekín 2008   | Pekín, 2008     |
| 100 m estilo libre  | 58,87    | Juegos Paralímpicos de Pekín 2008   | Pekín, 2008     |
| 200 m estilo libre  | 2: 09.86 | Abierto de Alemania                 | Alemania, 2008  |
| 400 m estilo libre  | 4: 28.68 | Juegos Paralímpicos de Pekín 2008   | Pekín, 2008     |
| 800 m estilo libre  | 9: 34.55 | Abierto de Alemania                 | Alemania, 2008  |
| 5000 m estilo libre | 1.10.36  | Campeonatos del mundo de IPC        | Melbourne, 2006 |
| 50 m mariposa       | 30,61    | Abierto de Alemania                 | Alemania, 2008  |
| 100 m mariposa      | 1: 06.49 | Abierto de Alemania                 | Alemania, 2008  |
| 100 m de pecho      | 1: 22.16 | Juegos Paralímpicos de Londres      | Londres, 2012   |
| 50 m de espalda     | 33,74    | Can Am Championships, Victoria, BC  | Canadá, 2008    |
| 100 m de espalda    | 1: 10.58 | Juicios Paralímpicos, Montreal      | Canadá, 2008    |
| 200 m individual    | 2: 27,64 | Juegos Paralímpicos de Londres 2012 | Londres, 2012   |